# Bandeira de Monte Azul
A bandeira de Monte Azul é um dos símbolos oficiais do município brasileiro supracitado, localizado no interior do estado de Minas Gerais. Foi criada em 9 de novembro de 1878, mesmo dia da criação da cidade, ainda com o nome de Boa Vista do Tremedal.